# Psilaspilates arcuata
Psilaspilates arcuata är en fjärilsart som beskrevs av Otto Staudinger 1898. Psilaspilates arcuata ingår i släktet Psilaspilates och familjen mätare. Inga underarter finns listade.